# Kjerstin Landgren
Dorry Elisabet Kristina (Kjerstin) Landgren-Löwenstein, född 14 juni 1915 i Stockholm, död 2 februari 1974 i Västra Frölunda, var en svensk målare.
Landgren var sedan 1948 gift med Eric Löwenstein. Hon studerade vid Valands målarskola i Göteborg samt privat för Edvin Ollers och Isaac Grünewald i Stockholm och under studieresor till Italien, Frankrike och Norge. Separat ställde hon ut på Olsens konstsalong och Galleri Aveny i Göteborg, samt medverkade i ett flertal samlingsutställningar i Göteborg. Hennes konst består av stilleben, landskap, stadsbilder och skildringar från folklivet och marknaderna på Kivik. Makarna Löwenstein är begravda på Västra kyrkogården i Göteborg.